# Neusorge (Rothenburg/O.L.)

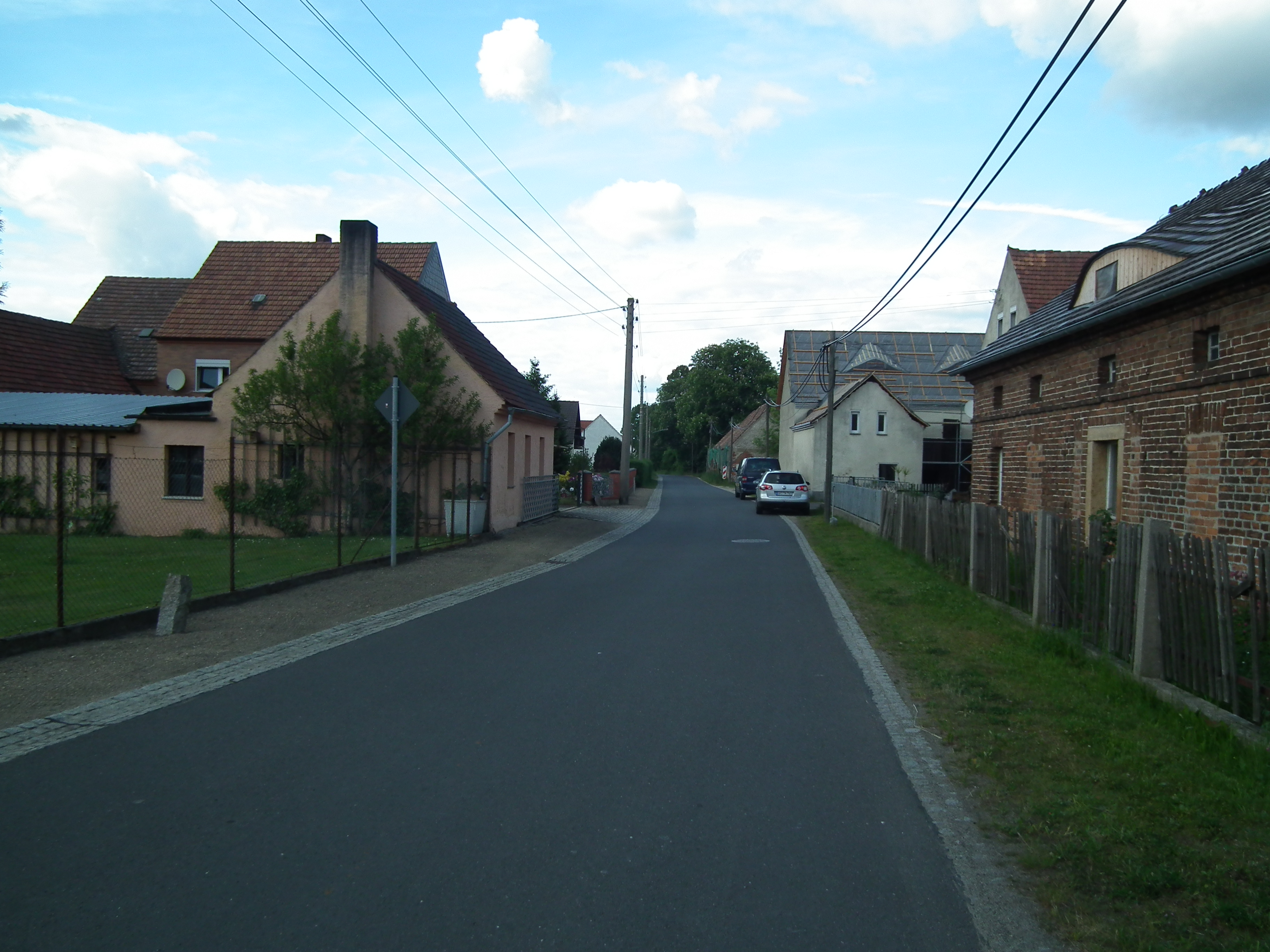
Neusorge (Rothenburg/O.L.)

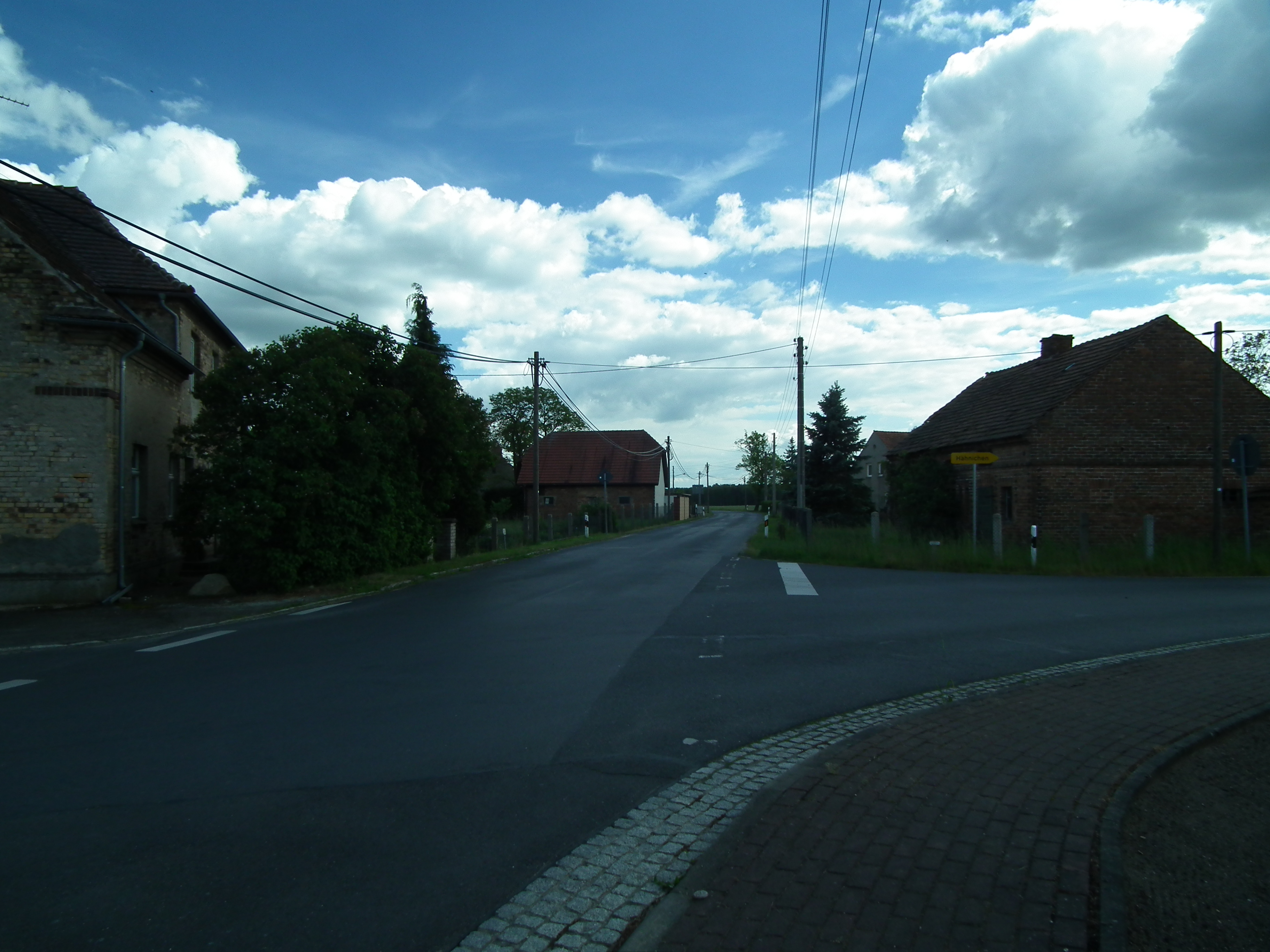
Dorfstraße

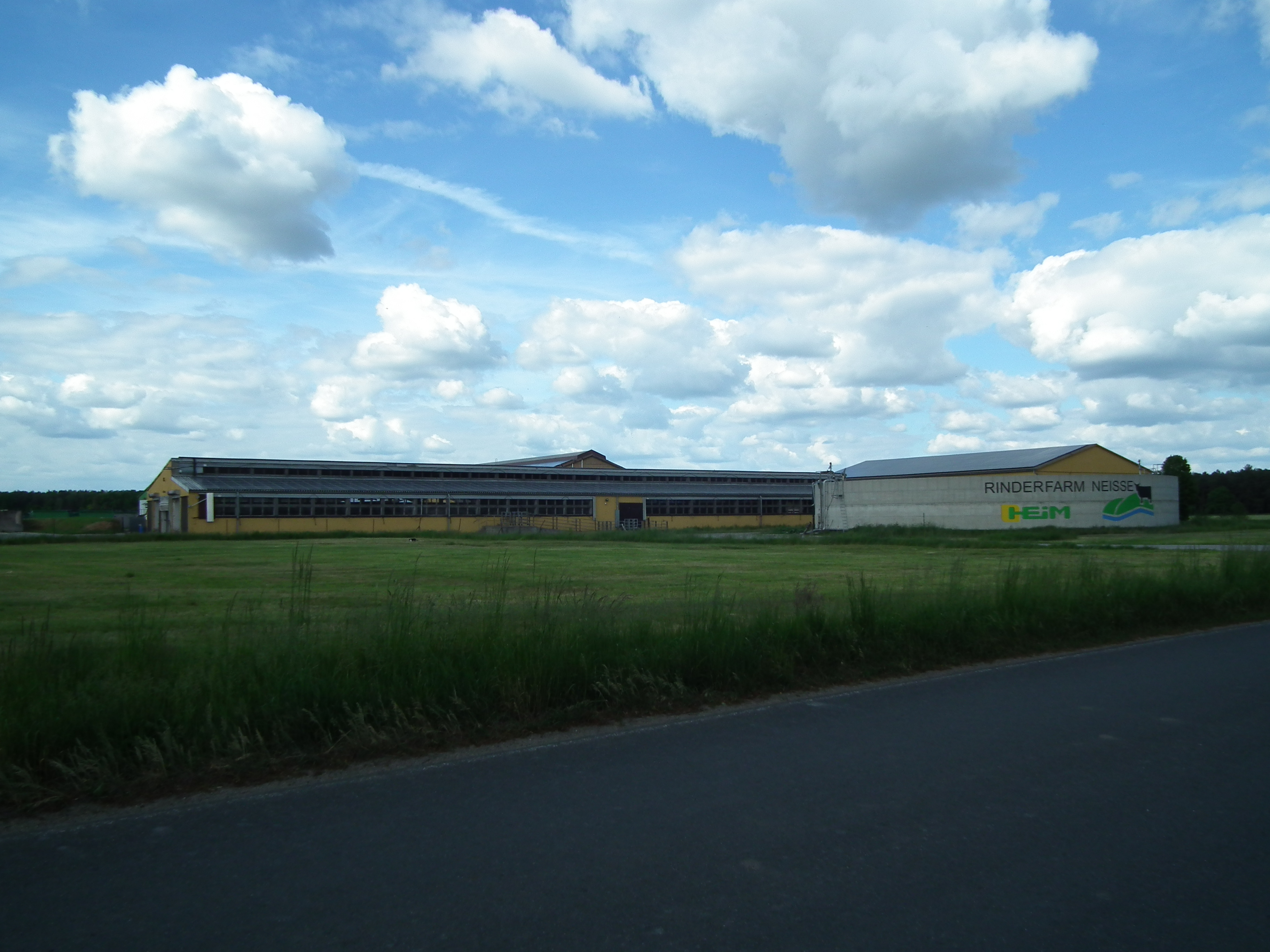
Rinderfarm Neisse

Neusorge ist ein Ortsteil der oberlausitzischen Kleinstadt Rothenburg/Oberlausitz. Zur Ortschaft Neusorge gehört außerdem der Ortsteil Spreeaufwurf.

## Geographie
Neusorge liegt etwa sechs Kilometer nordwestlich von Rothenburg an der Straße von Lodenau nach Hähnichen. Nördlich liegt Spreeaufwurf, nordöstlich befinden sich Steinbach und Ungunst, direkt östlich liegt Lodenau, im Süden liegt Bremenhain, vom Südwesten bis zum Westen schließen sich die Orte Spree, Hähnichen und Quolsdorf an.
Im Nordwesten von Neusorge liegt das ausgedehnte Niederspreer Teichgebiet mit einer Vielzahl von Teichen, eingebettet in eine Heidelandschaft.

## Geschichte

### Ortsgeschichte
Das Straßendorf Neusorge wurde 1564 erstmals erwähnt. In den folgenden Jahrhunderten gehörte das Dorf fast immer zum Rittergut Lodenau.
In der Zeit der Befreiungskriege war Neusorge zweimal Lager von Truppen. Am 16. August 1813 hatten 14.000 französische Kavalleristen und Artilleristen nahe dem Dorf ein Lager bezogen, für dessen Unterhalt sie bei den Bewohnern Hafer, Kartoffeln und selbst ungedroschenes Getreide holten. Verbündete sächsische Truppen bezogen 1814 in Neusorge Quartier. Als Folge der verlorenen Kriege lag Neusorge in dem Teil der Oberlausitz, den Sachsen 1815 an Preußen abtreten musste. Durch die anschließende Verwaltungsreform wurde Neusorge dem Landkreis Rothenburg (Ob. Laus.) eingegliedert.
Zum 1. Oktober 1938 wurde der Ortsteil Spreeaufwurf aus der Gemeinde Spree aus- und in die Gemeinde Neusorge eingegliedert.
Am 1. März 1994 wurde Neusorge in die Gemeinde Lodenau und mit dieser am 1. Januar 1999 in die Stadt Rothenburg eingemeindet.

### Bevölkerungsentwicklung
| Jahr | Einwohner |
| ---- | --------- |
| 1825 | 182       |
| 1871 | 174       |
| 1885 | 163       |
| 1905 | 137       |
| 1925 | 133       |
| 1939 | 217       |
| 1946 | 290       |
| 1950 | 311       |
| 1964 | 254       |
| 1990 | 185       |
| 1993 | 167       |
| 2006 | 154       |
| 2011 | 140       |

Im Jahr 1777 lebten in Neusorge vier besessene Mann, fünf Gärtner sowie acht Häusler.
Zwischen 1825 und 1925 fiel die Einwohnerzahl Neusorges um über ein Viertel von 182 auf 133. Danach stieg sie stark an und erreichte 1950 einen Stand von 311 Einwohnern. Danach setzte wieder ein Rückgang ein. In den 14 Jahren bis 1964 sank die Zahl um knapp 60, in den danach folgenden vier Jahrzehnten um weitere 100 Einwohner auf 154 Einwohner im Jahr 2006 und 140 im Jahr 2011.

## Persönlichkeiten
In Neusorge wurde 1799 der Geschichtsmaler Adolf Zimmermann geboren. Von ihm stammt unter anderem das Altarbild „Jesus und die Emmausjünger“ der evangelischen Kirche in Rothenburg.